# Петер Регін
Петер Регін Єнсен (дан. Peter Regin Jensen; народився 16 квітня 1986 у м. Гернінг, Данія) — данський хокеїст, центральний нападник. Виступає за «Оттава Сенаторс» у Національній хокейній лізі. 
Вихованець хокейної школи «Гернінг Блю-Фокс». Виступав за «Гернінг Блю-Фокс», ХК «Тімро», «Бінгхемтон Сенаторс» (АХЛ).
У складі національної збірної Данії учасник чемпіонатів світу 2005, 2006, 2007, 2008, 2009 і 2010. У складі молодіжної збірної Данії учасник чемпіонатів світу 2003 (дивізіон I), 2004 (дивізіон I), 2005 (дивізіон I) і 2006 (дивізіон I). У складі юніорської збірної Данії учасник чемпіонатів світу 2002 (дивізіон I), 2003 (дивізіон I) і 2004.
Чемпіон Данії (2003, 2005).